# Allan Temko
Allan Bernhard Temko (* 4. Februar 1924 in New York, NY; † 25. Januar 2006 in Orinda, Kalifornien) war ein US-amerikanischer Architekt und Architekturkritiker. 1990 gewann er den Pulitzer-Preis.

## Leben
Temko wuchs in Weehawken, New Jersey, auf. Er war Marineoffizier im Zweiten Weltkrieg. 1947 graduierte er an der New Yorker Columbia University. Anschließend studierte er an der University of California, Berkeley sowie an der Sorbonne in Paris. Temko lehrte später Stadtplanung und Sozialwissenschaften in Berkeley. Von 1971 bis 1980 war er ordentlicher Professor an der California State University in Hayward.
Von 1961 bis 1993 war Temko Architekturkritiker des San Francisco Chronicle. Er gewann 1990 den Pulitzer-Preis für eine Arbeit über die Kathedrale Notre-Dame de Paris. Er war damit der erste Architekturkritiker der Welt, der jemals diesen Preis gewonnen hatte.
Sein 1955 erschienenes Buch Notre Dame of Paris ist bis heute ein Bestseller.